# Ansamblul urban „Bd. Mihai Viteazul” din Timișoara
Ansamblul urban „Bd. Mihai Viteazul” este o zonă din cartierul Elisabetin al Timișoarei, declarată monument istoric, având codul LMI TM-II-a-B-06110.

## Descriere
Ansamblul este format din clădirile situate pe bd. Mihai Viteazul, nr. 3, 26 și 28.

### Casa László Székely

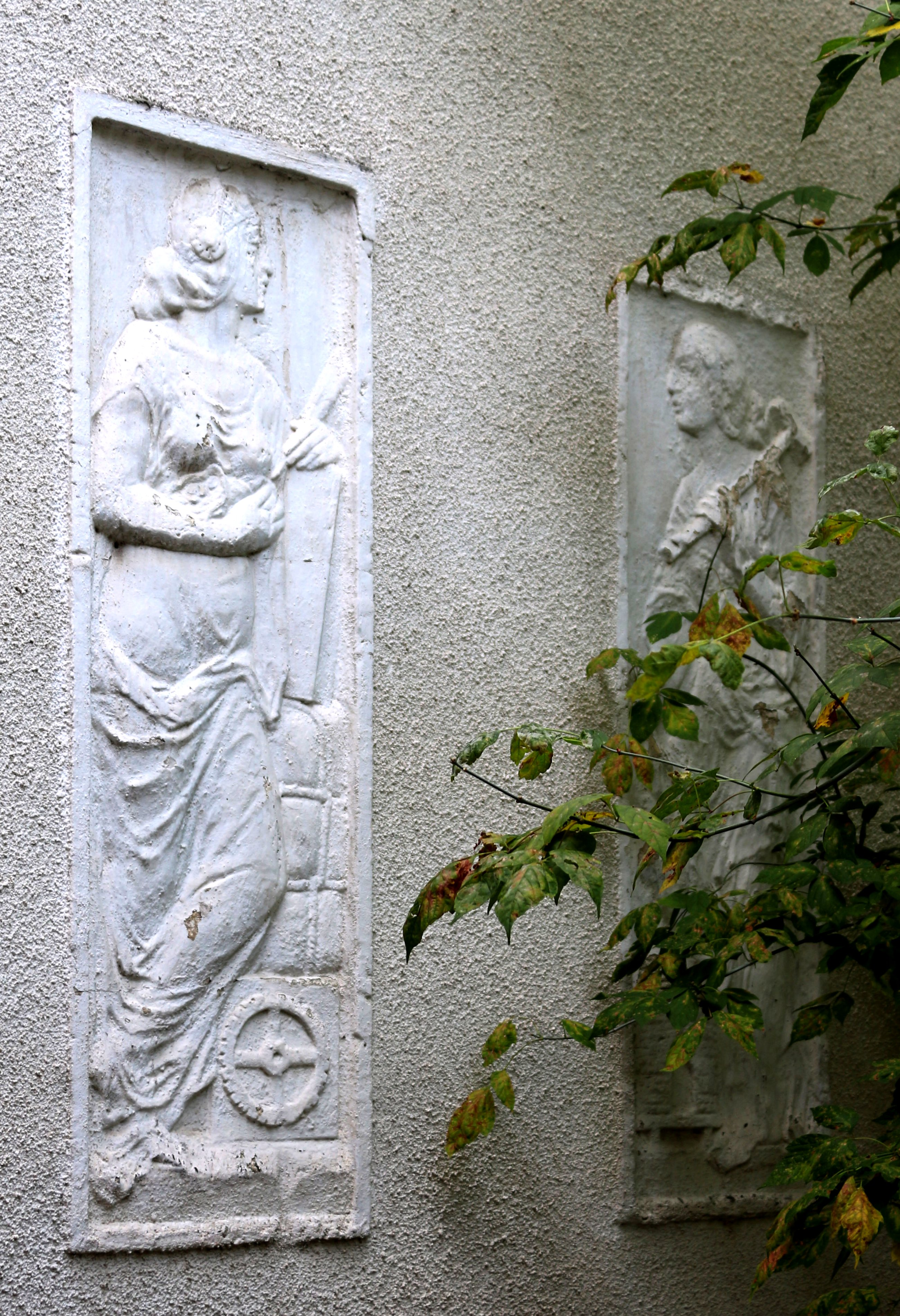
Machetele decorațiilor pentru Palatul Băncii de Credit

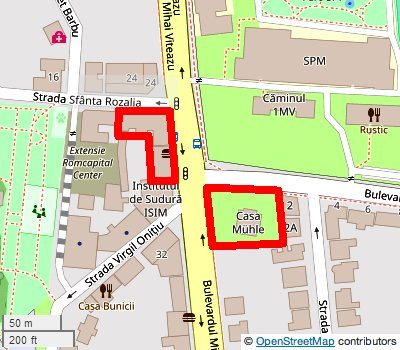
Localizarea și limitele ansamblului

Proiectată de László Székely însuși în stilul anilor 1900, curentul Secession, era atât locuința sa, cât și locul unde își avea atelierul său de proiectare particular. Deși pare formată din două părți, o serie de elemente, ca brâul buciardat, ferestrele în perechi, grilajele din fier forjat și căpriorii, fac din cele două părți un tot unitar. Pe unul dintre pereții spre curte se află două basoreliefuri care probabil au fost machetele decorațiilor pentru Palatul Băncii de Credit din Piața Libertății.

## Clădiri care fac parte din ansamblu
| Poz. | Descriere | Adresă, Coordonate                                                     | Data autorizării/ data terminării, Arhitect | Imagine | Note                                  |
| ---- | --- | ---------------------------------------------------------------------- | ------------------------------------------- | ------- | ------------------------------------- |
| 1    | Casa Mühle. Stil Art Nouveau, curentul Secession. Vila a aparținut florarului Wilhelm Mühle și apoi fiului său, arhitectul peisagist Árpád Mühle. Actual este o ruină.                                                                                   | Bd. Mihai Viteazul, nr. 3 45°44′39″N 21°13′34″E / 45.7443°N 21.2262°E  | nov 1909/ 1910                              |         | [ 3 ] [ 8 ] [ 9 ] [ 10 ] [ 11 ] [ 5 ] |
| 2    | Casa László Székely. | Bd. Mihai Viteazul, nr. 28 45°44′41″N 21°13′31″E / 45.7447°N 21.2254°E | 19 sep 1908/ 12 mai 1909 László Székely     |         | [ 3 ] [ 5 ] [ 4 ] [ 7 ] [ 6 ]         |
| 3    | Casa Mátyás Marossy (pictor de biserici din Timișoara). În clădire a funcționat o perioadă de timp Clinica de Ortopedie Traumatologie II a Spitalului Județean, ulterior Clinica de Oncologie a Spitalului Municipal. Din 2012 clădirea este nefolosită. | Bd. Mihai Viteazul, nr. 26 45°44′42″N 21°13′31″E / 45.7450°N 21.2253°E | 1905                                        |         | [ 3 ] [ 6 ] [ 13 ] [ 14 ] [ 15 ]      |